# DTS HD
DTS Master Audio HD és el nou format de codificació d'àudio HD (High Definition, en català Alta Definició) sense pèrdues, utilitzat en els nous discs òptics HD-DVD i Blu-Ray, entre d'altres, que serveixen com a suport per a la comercialització i distribució de contingut audiovisual com el cinema, documentals, concerts, videojocs, etc.
Ha estat creat per la companyia Digital Theater System, i és una evolució d'anteriors formats de compressió d'àudio com el DTS. Anteriorment va ser conegut amb els noms DTS-HD o DTS++ (fins al 2004).